# Утопия
Утопия (укр. Утопія) — другий студійний альбом київського рок-гурту «ТОЛ»[відсутнє в джерелі].

## Зміст
1. Стих 1
2. НАРОДнаЯ
3. 1-Отчество
4. Стих 2
5. Утопия
6. Стих 3
7. Бусинка
8. Стих 4
9. Tidy
10. Стих 5
11. Осеньⓘ
12. Н2Obi (live@ДетоНація)
13. Одиночество (orchestra mix by KNOB)
14. In da Ko.Ти (mix by Дакила)
15. Одиночество (mix by Ж.К.)
16. Осень (акустика)